# Bárcena de Pie de Concha
Bárcena de Pie de Concha es un municipio de la comunidad autónoma de Cantabria (España), ubicado en el Valle de Iguña. Bárcena de Pie de Concha limita al sur con Pesquera, Santiurde de Reinosa y San Miguel de Aguayo, al norte y este con Molledo y al oeste con Arenas de Iguña, Hermandad de Campoo de Suso y Los Tojos.

## Geografía
El municipio está en la vía de paso hacia la meseta más transitada históricamente y por donde se han trazado infraestructuras como el ferrocarril y la autovía Cantabria - Meseta. El municipio conserva en buen estado un tramo de la llamada "calzada romana" entre Pie de Concha y la localidad cercana de Pesquera y que presumiblemente formaba parte de la vía que comunicaba Portus Blendium (actual Suances) con Segisamo (Sasamón). Alguna fuente pone en duda su origen romano y fechan su construcción en el siglo XVIII.

### Clima
El territorio municipal se ubica en la región climática de la Ibéria Verde de clima Europeo Occidental, clasificada también como clima templado húmedo de verano fresco del tipo Cfb según la clasificación climática de Köppen.
Los principales rasgos del municipio a nivel general son unos inviernos suaves y veranos frescos, sin cambios bruscos estacionales. El aire es húmedo con abundante nubosidad y las precipitaciones son frecuentes en todas las estaciones del año, con escasos valores excepcionales a lo largo del año.
La temperatura media de la región ha aumentado en los últimos cincuenta años 0,6 grados, mientras que las precipitaciones ha experimentado un descenso del diez por ciento. Cada uno de los años de la serie 1981-2010 fueron claramente más secos y cálidos que los de la serie 1951-1980. Y todo indica que las fluctuaciones intra-estacionales del régimen termo-pluviométrico fueron más intensas durante el periodo 1981-2010.

## Demografía
Bárcena de Pie de Concha cuenta con una población de 674 habitantes (INE 2024).
| Gráfica de evolución demográfica de Bárcena de Pie de Concha entre 1842 y 2021 |
| |
| Población de derecho según los censos de población del INE Población de hecho según los censos de población del INEEntre el censo de 1877 y el anterior, crece el término del municipio porque incorpora a Pujayo |

Aunque el municipio vive una situación de pérdida de población, no tiene ningún pueblo deshabitado. Montabliz es el nombre de un paraje en el que, por razones técnicas, hubo necesidad de construir una estación del ferrocarril: debido a la larga distancia y el gran desnivel existentes entre las estaciones de Bárcena y Pesquera fue necesario intercalar un punto para posibilitar el cruce de trenes, ya que el trazado es de una sola vía, y el aprovisionamiento del agua para las locomotoras de vapor. Pero nunca existió un pueblo llamado Montabliz. Hoy la estación está, prácticamente, en desuso y la denominación Montabliz se refiere al bosque y al lote de caza en el que está incluido, además de a la mencionada estación ferroviaria.
Entre 1860 y 1877, crece el término del municipio porque incorpora a Pujayo.

### Población por núcleos

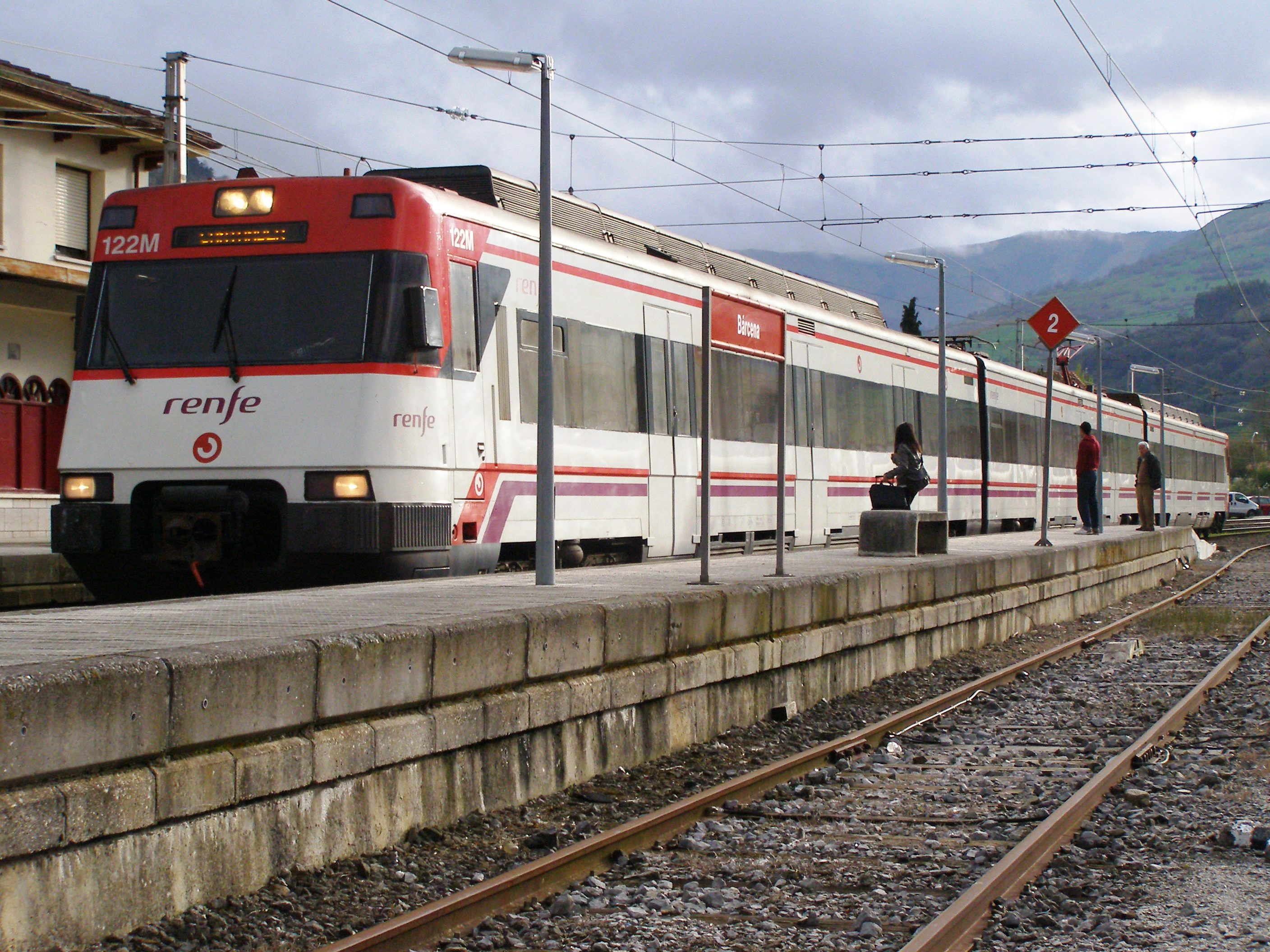
Tren de Cercanías en la estación de Bárcena

Bárcena de Pie de Concha es la capital del municipio. Está ubicada a 288 metros sobre el nivel del mar. Se sitúa a la falda de una elevada montaña y en las inmediaciones de la desembocadura del río Torina en el río Besaya.
Desde esta localidad puede ascenderse al pico Jano (1288-1290 m s. n. m.).
Desglose de población según el Padrón Continuo por Unidad Poblacional del INE.
| Núcleos                  | Habitantes (2024) | Varones | Mujeres |
| ------------------------ | ----------------- | ------- | ------- |
| Bárcena de Pie de Concha | 674               | 342     | 332     |
| Montabliz                | 0                 | 0       | 0       |
| Pie de Concha            | 103               | 57      | 46      |
| Pujayo                   | 75                | 39      | 36      |

## Administración y política
Agustín Mantecón González (PRC) es alcalde del municipio de Bárcena de Pie de Concha como consecuencia del resultado de los comicios municipales realizados el 24 de mayo de 2015.
| Partido político                         | 2023  | 2023  | 2023       | 2019  | 2019  | 2019       | 2015  | 2015  | 2015       | 2011  | 2011  | 2011       | 2007  | 2007  | 2007       | 2003  | 2003  | 2003       |
| Partido político                         | Votos | %     | Concejales | Votos | %     | Concejales | Votos | %     | Concejales | Votos | %     | Concejales | Votos | %     | Concejales | Votos | %     | Concejales |
| Partido Regionalista de Cantabria (PRC)  | 276   | 55,75 | 4          | 286   | 52,96 | 5          | 142   | 25,49 | 2          | 81    | 13,61 | 1          | 114   | 18,21 | 1          | 105   | 16,51 | 1          |
| Partido Popular (PP)                     | 122   | 24,64 | 2          | 81    | 15,00 | 1          | 198   | 35,55 | 3          | 224   | 37,65 | 3          | 301   | 48,08 | 4          | 314   | 49,37 | 4          |
| Partido Socialista Obrero Español (PSOE) | 89    | 17,97 | 1          | 112   | 20,74 | 1          | 93    | 16,70 | 1          | 170   | 28,57 | 2          | 203   | 32,43 | 2          | 208   | 32,70 | 2          |
| Alternativa Española (AES)               | —     | —     | —          | 53    | 9,81  | 0          | 116   | 20,83 | 1          | 114   | 19,16 | 1          | —     | —     | —          | —     | —     | —          |

## Economía
Bárcena de Pie de Concha sufrió una precoz industrialización desde comienzos del siglo XX. Aunque por un corto periodo, la empresa belga Solvay se instaló en el pueblo de Bárcena, a orillas del río Besaya. Sus instalaciones fueron adquiridas posteriormente por Electra de Viesgo que las transformó en una central hidroeléctrica que sigue actualmente en funcionamiento.
En el año 1923 Electra de Viesgo inauguró el salto de Torina y el embalse de Alsa. Esta obra fue ampliada en 1983 con la construcción de un embalse superior en Jano y de una central de bombeo. Todo el conjunto sigue en plena actividad, siendo la principal fuente de riqueza del municipio.
También en los primeros años del siglo pasado se instalaron en el pueblo dos pequeñas industrias queseras, una de las cuales dio origen a la industria láctea Leche Collantes, de renombre nacional y hoy desaparecida, pero que junto con una fábrica de piensos, una gran granja avícola y una macroganadería de vacas de ordeño, fueron las fuentes de empleo durante la segunda mitad del siglo.
A esto cabe añadir los empleos generados por el ferrocarril que atraviesa el pueblo y la proximidad de las industrias de Los Corrales de Buelna. Tras la Guerra Civil la ganadería y la agricultura pasaron a tener un papel secundario en la vida del pueblo y hoy carecen de relevancia.
Como la inmensa mayoría de los pueblos de la zona, Bárcena es un municipio habitado por pensionistas y un pequeño número de trabajadores que encuentran fuera del pueblo su puesto de trabajo. Aunque tiene una pequeña industria hostelera, el turismo no ha alcanzado el nivel que cabría esperar a tenor de los atractivos que ofrece el municipio.

### Evolución de la deuda viva
El concepto de deuda viva contempla sólo las deudas con cajas y bancos relativas a créditos financieros, valores de renta fija y préstamos o créditos transferidos a terceros, excluyéndose, por tanto, la deuda comercial. Este Ayuntamiento no ha tenido deuda viva entre los años 2008 a 2023.

## Patrimonio

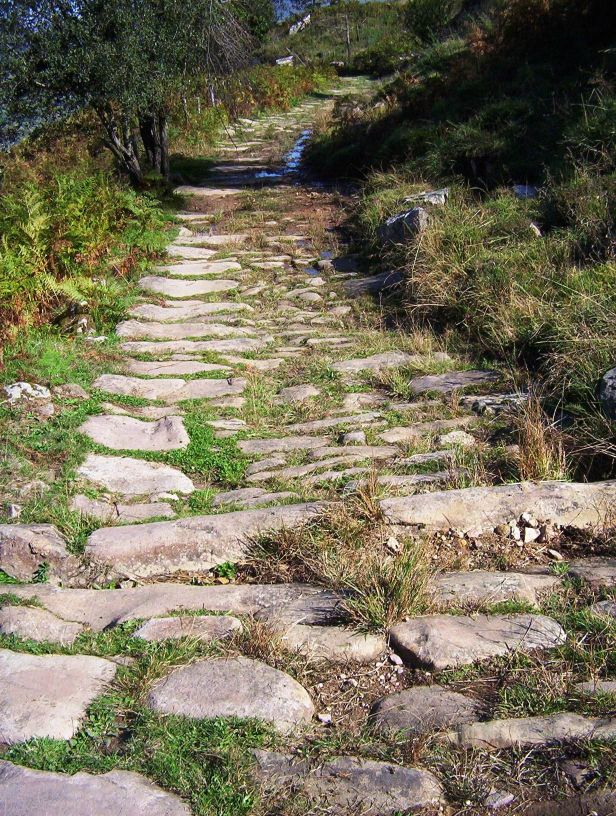
El camino enlosado de Bárcena de Pie de Concha, atribuido erróneamente como de época romana, fue en realidad construido en el según han puesto de manifiesto ensayos mediante termoluminiscencia realizados en el año 2003

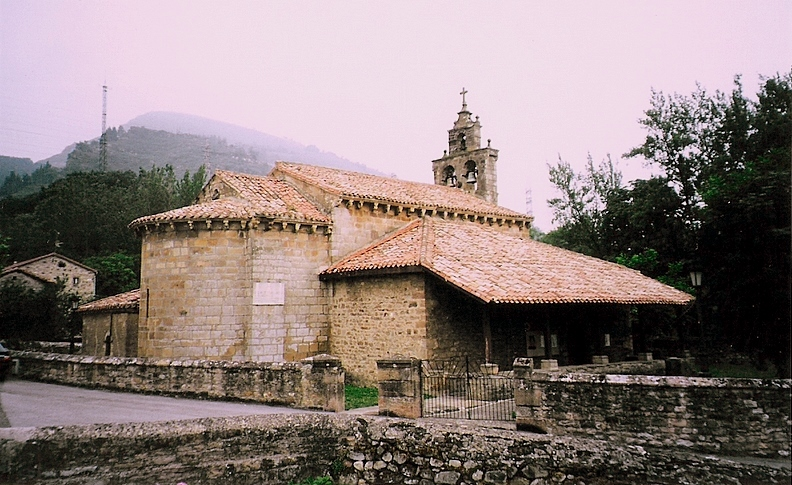
Iglesia de San Cosme y San Damián

Tres son los bienes de interés cultural de este municipio:
- Rollo de Pie de Concha, con categoría de monumento.
- Camino Real de Las Hoces, que va desde este municipio hasta Pesquera, también con categoría de monumento.
- Ermita de Nuestra Señora de la Consolación de Pie de Concha. Es un edificio del siglo XVII. Posee en su interior una virgen abridera[12] del siglo XVI.[13]
- Camino del valle del Besaya, con categoría de zona arqueológica y que afecta, además, a los municipios de Pesquera y Molledo. El recorrido puede emprenderse desde Pie de Concha, que se encuentra a un kilómetro de Bárcena, por la carretera de Pujayo; esta calzada romana unía Pisoraca (Herrera de Pisuerga) con Portus Blendium (en Suances).

Las expresiones «romana» y «de los moros» son muy utilizadas en Cantabria para referirse a caminos o construcciones consideradas popularmente muy antiguas. La calzada romana de Bárcena debe incluirse dentro de un tipo de caminos existentes en la región que poseen un aspecto arcaico y cuya fecha de construcción se desconoce. Según los expertos ni esta calzada ni las demás de Cantabria poseen las características constructivas propias de las vías diseñadas por los romanos: son caminos con un trazado tortuoso y poco racional, una anchura escasa para circular los carros y unos desniveles que hacen difícil incluso caminar por ellos en días de lluvia y barro. Ni siquiera tienen la cimentación y los drenajes adecuados y propios de esas construcciones. Quiere esto decir que, sin negar que su construcción se remonte a la época romana, no pueden considerarse obras paradigmáticas de la sabiduría constructiva propia de aquella cultura.
En el año 2003 pudo comprobarse que restos de cerámica hallados bajo el empedrado de esta calzada procedían del siglo XVIII, con lo cual sabemos que en ese siglo se construyó o reparó en ese punto pero seguimos sin poder datar de una forma fidedigna su construcción. 
La palabra concha significa 'camino'. Pie de Concha está al pie del camino, Mediaconcha, a medio camino y Somaconcha, arriba del camino. A menos que se hubiera producido un cambio de nombre reciente, cosa poco probable, el nombre de Pie de Concha confirma la existencia de esa concha o camino el día que recibió su actual nombre, no sabemos cuándo, pero con total seguridad antes del siglo XVIII. Sin duda es un tipo de calzada más propia para unir pequeños núcleos de población que para formar parte de una vía de largo recorrido diseñada con amplias miras.
Está clasificado como bien inmueble de interés local la Iglesia de San Cosme y San Damián, que data de la segunda mitad del siglo XII). Es un edificio del tipo de arquitectura románica popular o de concejo. Tiene una espadaña barroca y otros añadidos de siglos posteriores. Son Bienes Inventariados la iglesia de Pujayo y la de Pie de Concha.
Por otra parte, Bárcena tiene como hijo más ilustre a Luis Araquistáin, periodista y escritor y dirigente del PSOE durante la República. Dirigió las revistas España, Claridad y Leviatán. Durante la República fue embajador en Alemania y durante la guerra desempeñó la embajada en Francia. Murió en el exilio en 1959.
También en Bárcena fue herido mortalmente, el día 18 de agosto de 1937, justo en el día del primer aniversario de la muerte de Federico García Lorca, Rafael Rodríguez Rapún. Tenía 25 años y había sido secretario de La Barraca, además de uno de los grandes amores de Federico, que le había dedicado los Sonetos del Amor Oscuro. Rapún dirigía, con el grado de teniente, un batallón del ejército republicano y salió de la trinchera, según uno de sus subordinados, de una forma más próxima al suicidio que al heroísmo, cuando la aviación enemiga ametrallaba la zona.